# Heinrich Mann
Heinrich Mann (født 27. marts 1871 i Lübeck, Tyskland, død 12. marts 1950 i Santa Monica, Californien, USA) var en tysk forfatter. Bror til Thomas Mann, farbror till Klaus Mann og Erika Mann.
Medens broderen Thomas Mann stod for højtyske og mere kulturkonservative værdier, var Heinrich Manns idealer mere rettet mod liberale ideer. I Undersåtten havde Heinrich Mann allerede under 1. verdenskrig med tydeligt klarsyn forudsagt den kommende udvikling som skulle lede til nationalsocialismens fremkomst. I forbindelse med Thomas Manns bog "Gedanken im Kriege" (Tanker under krigen), der var meget tysknational, brød den liberale og fredsorienterede Heinrich Mann kontakten til sin forfatter-bror.
Under Weimarrepublikkens tid var Mann hovedsageligt politisk forfatter. Da Adolf Hitler blev kansler i 1933, emigrerede(februar 1933) Mann, med et minimum af bagage – kun en paraply – til Frankrig, og siden til USA. Allerede i august 1933 fratog nazisterne ham hans tyske statsborgerskab. I mellemtiden var Thomas og Henrich Mann blevet forsonet. Til dels havde Thomas Mann måtte give sin bror ret i hans dystre forudanelser.